# Lu Yunxiu
Lu Yunxiu (Chinees: 卢云秀) (Zhangzhou, 6 september 1996) is een Chinees zeilster, gespecialiseerd in de RS:X-klasse. Picon won in 2019de wereldtitel in de RS:X-klasse en een gouden medaille in de RS:X-klasse tijdens de Olympische Zomerspelen van 2020.

## Resultaten

### Wereldkampioenschappen
| Jaar | Plaats    | Resultaten |
| ---- | --------- | ---------- |
| 2014 | Santander | 30e RS:X   |
| 2017 | Enoshima  | RS:X       |
| 2018 | Aarhus    | RS:X       |
| 2019 | Torbole   | RS:X       |

### Olympische Zomerspelen
| Jaar | Plaats | Resultaten |
| ---- | ------ | ---------- |
| 2021 | Tokio  | RS:X       |

1992: Barbara Kendall ·
1996: Lee Lai Shan ·
2000: Alessandra Sensini ·
2004: Faustine Merret ·
2008: Yin Jian ·
2012: Marina Alabau ·
2016: Charline Picon ·
2020: Lu Yunxiu ·
2024: Marta Maggetti